# Želino
Želino (albanska: Zhelinë, makedonska: Желино) är en ort i Nordmakedonien. Den är huvudort i kommunen med samma namn, i den nordvästra delen av landet, 30 kilometer väster om huvudstaden Skopje. Želino ligger 448 meter över havet och antalet invånare är 25 422.